# Port Vila
Port Vila (en bislama, Port Vila; en anglès, Port Vila; en francès, Port-Vila) és la capital de Vanuatu i de la província de Shefa. És a la costa sud-occidental de l'illa d'Efate, en una àmplia badia. És el centre econòmic i comercial d'aquest estat insular oceànic, ja que disposa del port més important de l'estat i, també, de l'aeroport principal, l'Aeroport Internacional Bauerfield. Segons el cens de 2009 tenia 44.040 habitants, que serien 37.141 segons l'estimació del 2006. Durant la Segona Guerra Mundial, Port Vila fou una base aèria dels Estats Units i d'Austràlia. El 1987 un cicló tropical va danyar severament la ciutat.

## Nom
Localment, la ciutat s'anomena més comunament simplement "Vila", sigui en francès o en bislama [viˈla] o en anglès /ˈviːlə/ VEE-lə.
El nom de la zona és Efil en la llengua nativa d'Efate del Sud i Ifira en la llengua veïna Mele-Fila. Vila és una variant d'aquests noms. Ifira és una petita illa del port de Vila on resideixen molts dels terratinents tradicionals de la zona.

## Geografia

### Clima
Port Vila té un clima tropical, més concretament un clima de selva tropical, amb mesos notablement més humits i secs. Com que els vents alisis són gairebé permanents i que els ciclons no són rars a Port Vila, el clima no és equatorial sinó marítim alisi tropical. La mitjana de pluges és d'uns 2.338,9 mm per any, i el mes més plujós és març. El mes més sec és setembre. Hi ha 153 dies humits en un any mitjà. La zona també té vents alisis del sud-est. Les temperatures no varien gaire al llarg de l'any, i el màxim rècord és de 35,6 °C . El mes més fresc, juliol, té una mitjana màxima de 27 °C i una mínima mitjana de 18 °C. El mes més calorós, febrer, té una mitjana màxima de 31,2 °C i una mínima mitjana de 23 °C. El mínim històric de Port Vila és de 8,5 °C. La humitat sovint és alta.

### Economia i transport
Port Vila és el port més important de Vanuatu i el centre del comerç del país. L'aeroport internacional Bauerfield International (VLI) també es troba a la ciutat. Air Vanuatu té la seva oficina central a Vanuatu House a Port Vila.
Les principals indústries de la ciutat segueixen sent l'agricultura i la pesca. El turisme també està adquirint importància, especialment des d’Austràlia i Nova Zelanda. Hi va haver més de 80.000 visitants el 1997.
Vanuatu és un paradís fiscal i el finançament offshore a Port Vila és una part important de l'economia.
Vanuatu encara depèn de l'ajuda estrangera, la majoria de les quals prové d'Austràlia i Nova Zelanda, encara que en els últims anys l'ajuda també ha vingut de la República Popular de la Xina. Un exemple va ser Nova Zelanda que pagava per formar metges seleccionats de la comunitat local i després pagava part del seu salari durant el primer any després de la qualificació. Austràlia ha pagat consultors perquè treballin a l'Hospital Central de Port Vila.
El 35,7% de les exportacions surten de Port Vila i el 86,9% de les importacions |arriben a Port Vila.

## Població

### Demografia
| 16 novembre 2009 | 16 novembre 2016 | 2020   |
| 44.039           | 51.437           | 49.034 |

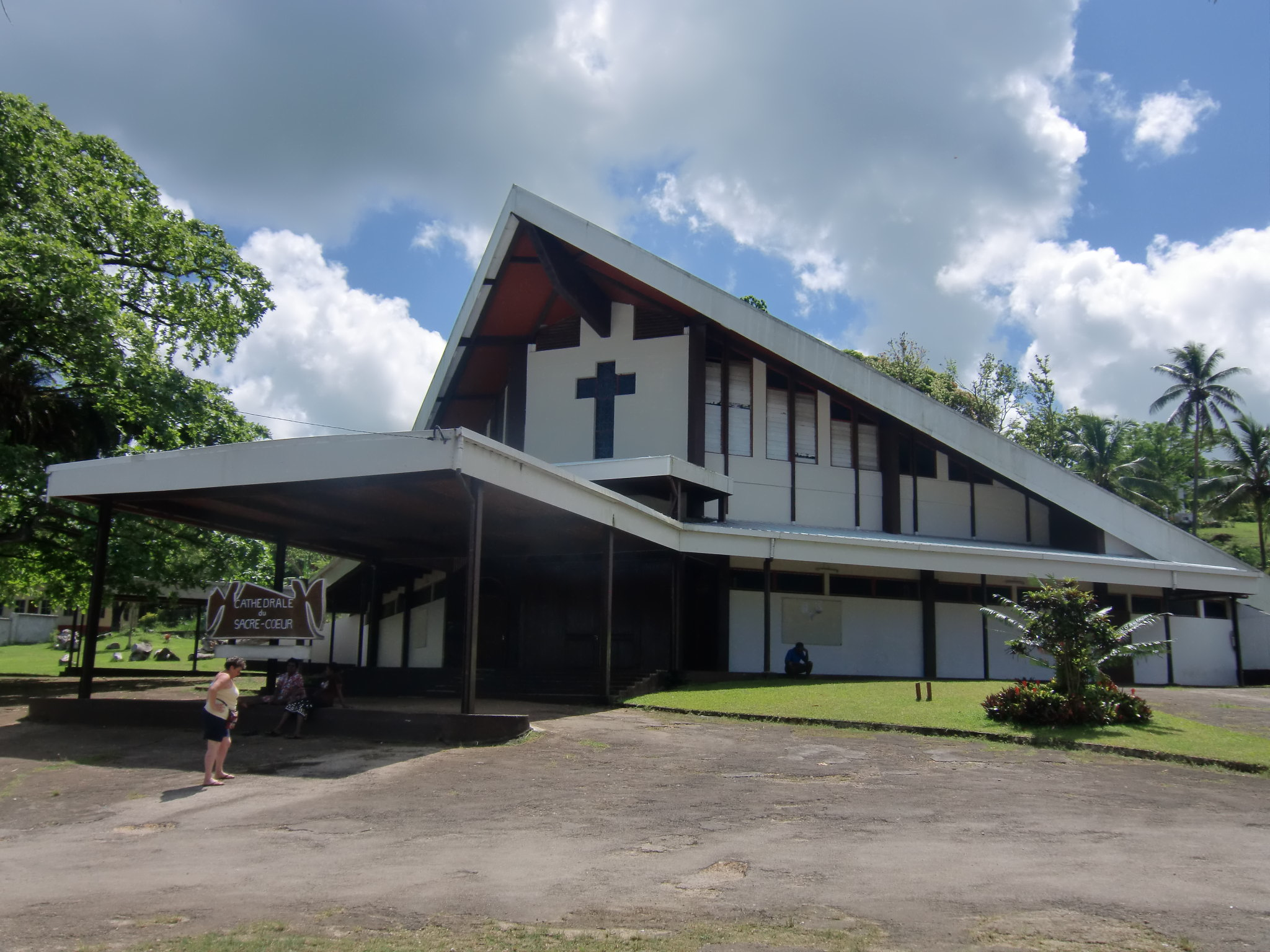
Cathédrale du Sacré-Cœur, Port Vila

La població ronda els 45.000 habitants; predominantment melanèsia, amb petites poblacions polinèsies, asiàtiques, australianes i europees, principalment franceses i britàniques.

### Idiomes
A Port Vila es parlen moltes llengües, cosa que reflecteix l'alta diversitat lingüística del país.
La llengua franca del dia a dia a la capital és el bislama. A més, l'anglès i el francès també estan molt estesos.
Entre les 100 llengües indígenes de Vanuatu, moltes es parlen a la capital, ja que la gent de les zones rurals arriba a viure a la ciutat, de manera temporal o permanent.

### Religió
El cristianisme és la religió predominant a Vanuatu, seguit per més del 90% de la població. La denominació més gran és l’Església presbiteriana a Vanuatu, seguida d'un terç de la població. El catolicisme romà i l’Església de Melanèsia també són comuns, cadascun aproximadament un 15%. Cathédrale du Sacré-Cœur és una catedral catòlica romana moderna a Port Vila. Seu de la diòcesi de Port Vila, l'església està dedicada al Sagrat Cor de Jesús. El 5 d'octubre de 2020, l'Església de Jesucrist dels Sants dels Últims Dies va anunciar plans per construir un temple a la ciutat i la comunitat bahá'í també s'estableix a Port Vila.

## Història
La zona ocupada per Port Vila ha estat habitada per població melanèsia durant milers d'anys. Prop de la ciutat, en una explotació arqueològica coneguda com a Teouma, es van trobar durant la tardor de 2004 a un lloc d'enterrament amb 25 tombes, tres dotzenes d'esquelets humans de la cultura lapita, així com de peces de ceràmica que daten del segle xiii aC.
Al maig de 1606 van arribar a l'illa els primers europeus, encapçalats per Pedro Fernández de Quirós i Luis Váez de Torres, però de fet els europeus començarien a assentar-se a les illes a la fi del segle xviii, primer amb les exploracions del Comte de Bougainville que va redescobrir l'illa amb el nom de Grans Cíclades el 1768 i després per part de l'explorador britànic James Cook que va visitar les illes en el seu segon viatge el 1774 anomenant-les Noves Hèbrides.
Al segle xix, ja amb el nom de Noves Hèbrides, els britànics controlaven econòmicament la zona, però a partir de 1880 la balança econòmica va començar a canviar a favor dels francesos, els quals veien en les Vanuatu una font de mà d'obra per a les plantacions i les mines de níquel de Nova Caledònia.
El 1887, les Noves Hèbrides van començar a ser administrades per una comissió naval franc-britànica, fins que el 1906, es va establir un Condomini Franc-Britànic.

## Cultura i educació

### Punts destacats de la ciutat
La capital de Vanuatu ofereix diversos llocs d'interès. Hi ha diversos monuments commemoratius, per exemple davant del Parlament on es poden veure dos tòtems tradicionals i un monument que representa un ullal de porc. L'església presbiteriana de Port Vila és un edifici impressionant i visible davant del parc de la Independència. Es pot veure una pintura mural de colors a l'edifici de l'administració enfront del mercat. Una altra pintura mural destacable és a la façana de l'oficina de correus. L'Ajuntament de Port Vila és un edifici oblong i visible en un turó del centre de la ciutat.

### Centre Cultural de Vanuatu
El Centre Cultural de Vanuatu, que acull el Museu Nacional de Vanuatu, es troba al parc Saralana davant del parlament nacional, a prop de la Biblioteca Nacional i del Malvatumauri (Consell Nacional de Caps de Vanuatu). Aquesta institució és un lloc important per a la preservació i promoció dels diferents aspectes de la cultura local. Al museu s'exhibeixen artefactes tradicionals de diverses illes. El centre acull també l'Arxiu Nacional de l'Audiovisual, que és el fons documental més important des de finals del segle xii fins a l'actualitat.

### Patrimoni de la Humanitat
Port Vila va ser la ubicació l'agost de 1999 de la 2a Reunió d'Estratègia Global del Patrimoni Mundial per a la Regió de les Illes del Pacífic celebrada per la UNESCO. Un dels principals temes relacionats amb Vanuatu i la regió del Pacífic va ser la qüestió de la idoneïtat dl'patrimoni subaquàtic per a la inscripció a la Llista del Patrimoni Mundial.

### Educació
Port Vila és una de les seus de la Universitat del Pacífic Sud, una institució educativa impulsada per dotze països del Pacífic. El campus de Vanuatu allotja l'única facultat de dret de la Universitat, i també hi ha ensenyaments de llengües.
Port Vila és una ubicació de la Universitat del Pacífic Sud, una institució educativa copropietat per dotze països del Pacífic. El campus de Vanuatu és l'única escola de dret de la universitat i també s'ensenya idiomes.
Les institucions de batxillerat (sistè batxillerat / batxillerat) són:
- Escola Internacional de Port Vila

- Institut Central de Secundària

- Escola Secundària Adventista Epauto

- Liceu de Montmartre

- Lycée Français JMG Le Clézio (escola internacional francesa)

- Malapoa College (abans conegut com British Secondary School)

- Onesua Presbyterian College

- NTCU Port Vila Christian College

Les institucions de secundària (de setè a desè cicle) són:
- Escola Internacional de Port Vila

- Institut Central de Secundària

- Malapoa College (abans conegut com British Secondary School)

- NTCU Port Vila Christian College

- Escola Secundària Comunitària de la Costa del Mar

- Escola comunitària d'autosuport de Sorovanga

- Escola secundària Suango Mele

- Escola Secundària d'Ulei

- IES Vila Nord

- Església presbiteriana
- Pintura mural davant del mercat
- Parlament de Vanuatu
- Memorial davant del Parliament
- Mercat
- Mercat
- Oficina de correus. L'edifici va marcar antigament la demarcació no oficial entre els dos sectors de Port Vila, el British Paddock al sud i el Quartier français al nord.
- El port natural vist des de la ciutat mirant al mar amb l'illa d'Iririki a l'esquerra
- Ajuntament